# SPIRAL (石川晃次のアルバム)
『SPIRAL』（スパイラル）は、2009年12月23日に発売された石川晃次の1作目のアルバム。

## 収録曲
1. 「君を好きだ」という気持ち[2]
2. Your heart will be mine[2]
3. 強く、もっと強く[2]
4. ねえ、誰か教えて[1]
5. Revolution ～Interlude～[1]
6. フロンティア ～心の場所～[1]
7. 自由への階段[1]
8. When I'm missing you[1]
9. 言葉にならない何か ～Album Version～[1]
10. この空と大地を忘れない[1]
11. 今日を生きるのさ[1]